# シンガポール・ライオンズ (初代)
シンガポール・ライオンズとは、マレーシアサッカーリーグに属していたシンガポールのクラブチームである。

## 概要
1921年、マレーシアサッカー協会が発足し、その最初の公式戦としてマレーシアカップが開催されたと同時にシンガポールサッカー協会クラブ（シンガポールFA）は結成。当時のマレーシアサッカーにおいては当チームとセランゴールFAの2強が中心であり、シンガポールFAは国家独立後もマレーリーグに属し、1970年代まで19回の優勝を誇る強豪クラブであった。サポーターは、シンガポールの国名の由来のサンスクリットにちなみ「シンガポール・ライオンズ」というニックネームをつけたほどである。
その後1980年代は低迷が続き、優勝は1985年以後遠ざかり、優勝争いはクアラルンプールFAなどに譲る状態が続き、主力選手もライオンズから離れるという事態も続いていた。低迷打破のため1990年代に戦力補強による底上げを行い、1994年のシーズンで9年ぶりにマレーシアリーグを制覇するとともに、マレーシアカップも優勝。「マレーシア2冠」に輝いた。ところが八百長疑惑が起きたため、マレーシアサッカー協会はこの年限りでライオンズをリーグから追放（除名）することを決定し、1995年はSリーグの前身となる「シンガポール国内リーグ」に参加し、優勝してこの年限りで事実上解散。シンガポール協会は自国のサッカーレベル強化に努めるため1996年から日本のJリーグを模範とした「Sリーグ」を立ち上げて、国内各地にチームを結成するようになった。
その後、ライオンズの撤退から18年が経過した2012年、マレーシア・シンガポールの両協会は、両国の若手選手の国際経験を積ませることを念頭に、若手選手によるクラブチームを互いの国内リーグに派遣させることを発表。シンガポール側はシンガポール・ライオンズXIIをマレーリーグに、逆にマレー側はハリマウ・ムダ（ヤング・タイガース）をSリーグにそれぞれ派遣（招待参加）させることになった。

## 主なタイトル
- マレーシアカップ 優勝：24回
  - 1921, 1923, 1924, 1925, 1928, 1929, 1930, 1932, 1933, 1934
1937, 1939, 1940, 1941, 1950, 1951, 1952, 1955, 1960, 1964
1965, 1977, 1980, 1994
- マレーシア1部リーグ 優勝：4回
  - 1979, 1981, 1985，1994
- 旧シンガポール全国リーグ優勝:1回
  - 1995